# Фуджейра (аэропорт)
Аэропорт Фуджейра (IATA: FJR, ICAO: OMFJ) — международный аэропорт, единственный аэропорт Эль-Фуджейры, обслуживающий официальные рейсы. Расположен в 1 морской миле (1,9 км; 1,2 миль) к югу от города и в 250 километрах от столицы Эмиратов Абу-Даби.
Аэропорт является дополнительным для связей с внешним миром, почти все прямые рейсы выполняются в Дубай.

## Авиакомпании и направления
В 2021 году авиакомпания S7 Airlines запланировала полёты из Новосибирска и Москвы
Также допуски получили авиакомпании ИрАэро и Royal Flight